# FC 드니프로

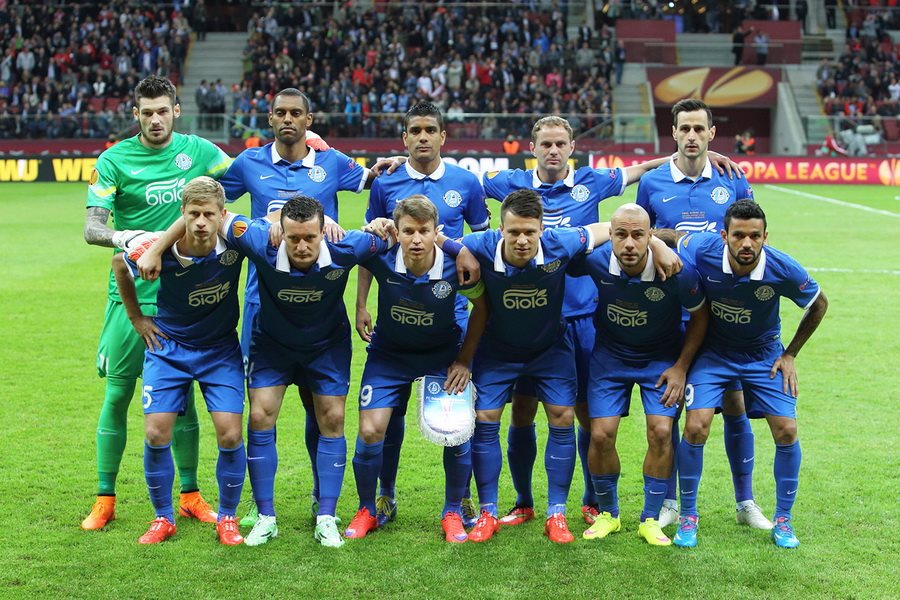

FC 드니프로(우크라이나어: ФК "Днiпро")는 드니프로를 연고로 하는 우크라이나의 축구팀이다.

## 역대 감독
| 감독                | 임기        |
| ------------------- | ----------- |
| 발레리 로바노우스키 | 1969 ~ 1973 |
| 올레흐 프로타소우   | 2006 ~ 2008 |
| 후안데 라모스       | 2010 ~ 2014 |

## 트로피

### 우크라이나
소비에트 톱 리그
- 우승: 1983, 1988
- 준우승: 1987, 1989

우크라이나 프리미어리그
- 준우승: 1993, 2014

### 유럽 대항전
UEFA 유로파리그
- 준우승: 2014-15